# Prążkopiór rudogłowy
Prążkopiór rudogłowy, kolorzyk rudogłowy (Chrysominla strigula) – gatunek małego ptaka z rodziny pekińczyków (Leiotrichidae), jedyny przedstawiciel rodzaju Chrysominla. Występuje w Azji – od Himalajów do Półwyspu Malajskiego. Nie jest zagrożony.

## Systematyka
Część systematyków wydziela go do monotypowego rodzaju Chrysominla, inni zaliczają go do Actinodura; wcześniej bywał też zaliczany do Minla. Zwykle wyróżnia się 6 podgatunków.

## Podgatunki i zasięg występowania
Wyróżnia się następujące podgatunki:
- C. s. simlaensis – północne Indie i zachodni Nepal;
- C. s. strigula – centralne Himalaje;
- C. s. yunnanensis – północno-wschodnie Indie, południowo-zachodnie i południowe Chiny, przez Mjanmę do północnych Indochin;
- C. s. traii – centralny Wietnam;
- C. s. castanicauda – południowo-wschodnia Mjanma, zachodnia i północno-zachodnia Tajlandia;
- C. s. malayana – Półwysep Malajski.

Takson cinereigenae (północno-wschodnie Indie) uznany za synonim C. s. yunnanensis.

## Środowisko
Zasiedla różnego typu lasy wiecznie zielone, także mieszane. Niekiedy lasy sosnowe lub sosnowo-rododendronowe. Spotykany na wysokości 1800–3700 m n.p.m., w trakcie ostrych zim przebywa na niższych wysokościach.

## Morfologia
Długość ciała wynosi 16–18,5 cm, masa ciała 14–24 g. Wierzch ciała szarooliwkowy. Pokrywy lotek I rzędu czarne, kontrastują z pomarańczowo-żółto-czarnymi lotkami. Lotki III rzędu biało obrzeżone. Sterówki kasztanowo-czarno-żółte. Spód ciała żółtawy. Broda żółta, gardło pokryte czarno-białymi pasami. Wierzch głowy rudy, im bliżej karku, tym bardziej żółtawy. Jasnożółta obrączka oczna. Pokrywy uszne i okolice oczu barwy szarej. Dziób ciemny, z jaśniejszą dolną szczęką. Tęczówki brązowe do czerwonawych.

## Zachowanie
Żywi się owadami, gąsienicami, jagodami oraz nasionami, okazjonalnie nektarem z kwiatów rododendronów. Żeruje zarówno na ziemi, jak i na drzewach. Przebywa w grupach 6–20 osobników, może przyłączać się do stad wielogatunkowych.

## Lęgi
Okres lęgowy trwa od marca do sierpnia. Gniazdo mieści się na wysokości 1,5–3 m nad ziemią. Budulec stanowią liście bambusa, trawy, korzonki, porosty oraz kawałki kory brzozowej. Wyściółkę stanowią włosy, korzonki, igły sosnowe oraz łodygi paproci. Samica składa 2–4 niebieskich jaj z czarnymi, czerwonawymi lub brązowymi wzorkami. Brak informacji na temat okresu inkubacji, jednak prawdopodobnie nie więcej niż 14 dni, jak u pozostałych prążkopiórów.

## Status
IUCN uznaje prążkopióra rudogłowego za gatunek najmniejszej troski (LC, Least Concern). Liczebność populacji nie została oszacowana; ptak ten opisywany jest jako od pospolitego po rzadki. BirdLife International ocenia trend liczebności populacji jako spadkowy ze względu na postępujące niszczenie i fragmentację siedlisk.